# ماهیگیری آهنربایی

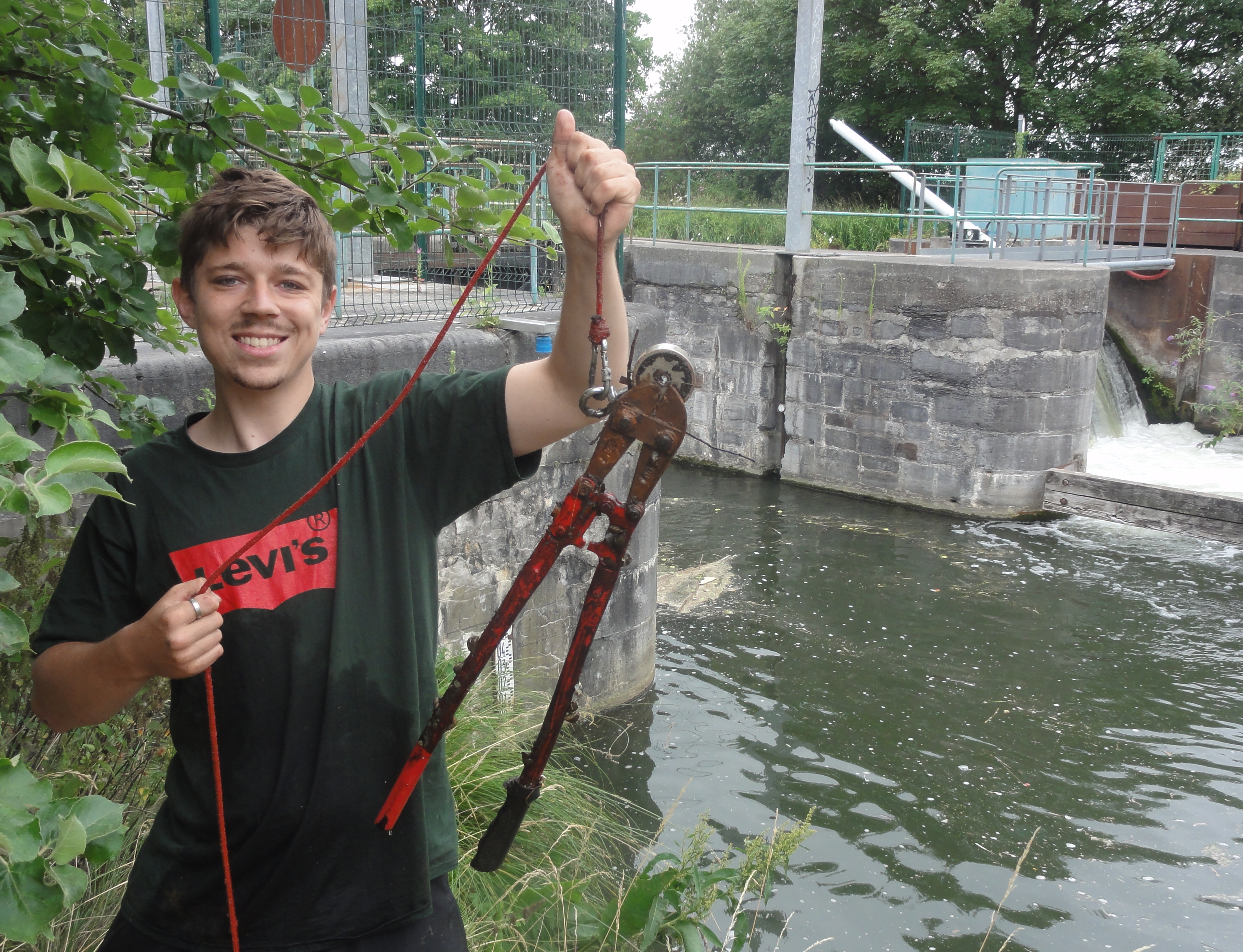
یک جفت قیچی آهن‌بر که از طریق ماهیگیری آهنربایی در فرانسه جمع‌آوری شده است

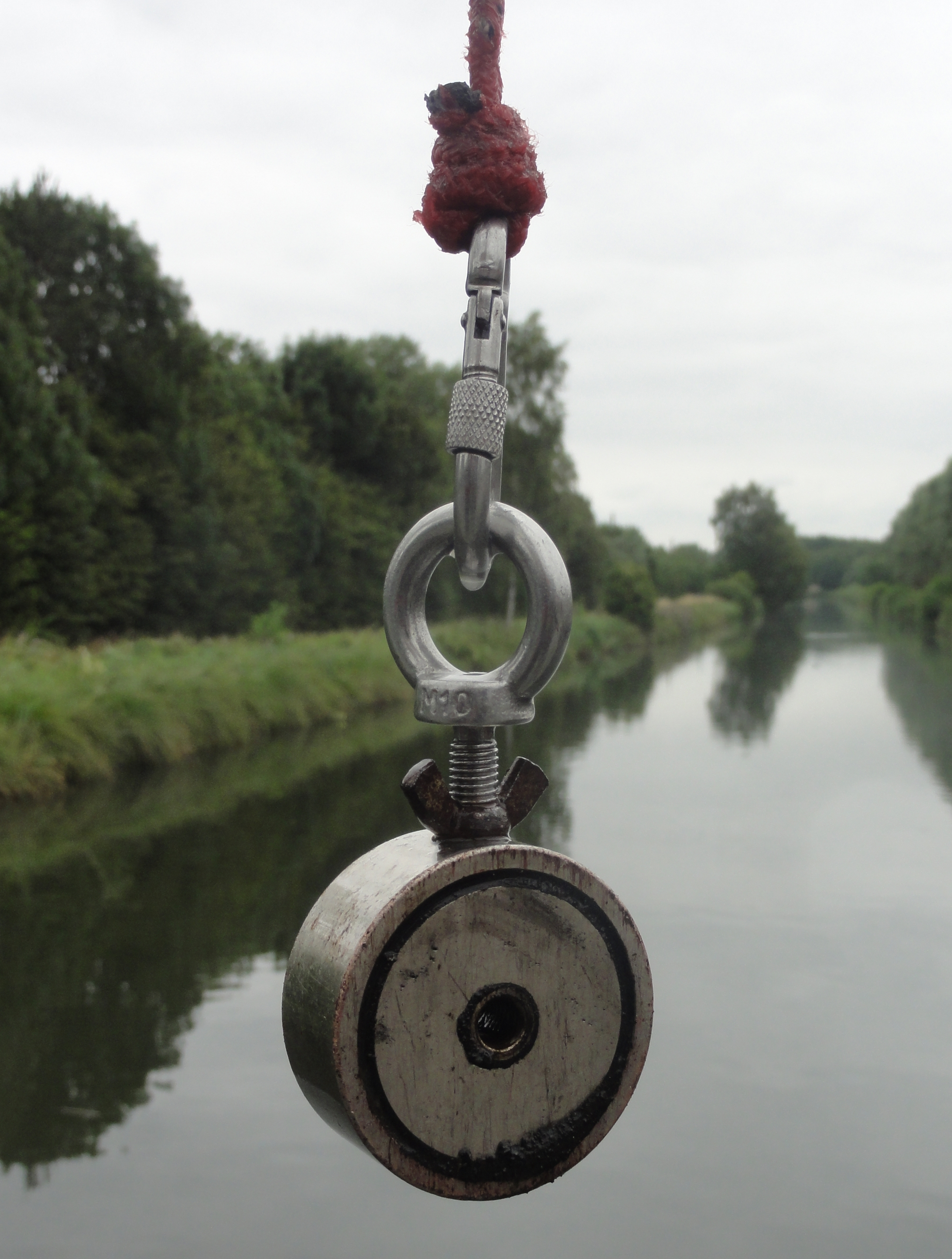
آهنربای نئودیمیم که برای ماهیگیری آهنربایی استفاده می‌شود

ماهیگیری آهنربایی یا ماهیگیری مغناطیسی یا مگنت فیشینگ (انگلیسی: Magnet fishing یا magnetic fishing) به جستجو در آب‌های خارجی برای یافتن اشیاء فرومغناطیسی که با استفاده از یک آهنربای نئودیمیم قوی قابل جذب هستند، اشاره دارد. اشیاء بازیابی شده ممکن است خطرناک باشند، مانند سلاح گرم، مهمات و بمب.
در زبان انگلیسی، افرادی که ماهیگیری با آهنربا را تمرین می‌کنند، ممکن است مگنت‌فیشر (به انگلیسی: magnetfishers) یا مگنتیر (به انگلیسی: magneteers) نامیده شوند.
گمان می‌رود ماهیگیری آهنربایی در ابتدا توسط قایقرانان با استفاده از آهنربا برای یافتن کلیدهای افتاده در آب آغاز شد.
ماهیگیری آهنربایی می‌تواند واریزه‌های فلزی مانند دوچرخههای دور ریخته شده، اسلحه، گاوصندوق، بمب، نارنجک، سکه و رینگ تایر خودرو را از پهنه‌های آبی بازیابی کند، اما بسیاری از کسانی که در این سرگرمی شرکت می‌کنند، امیدوارند که اقلام نادر و ارزشمند را نیز پیدا کنند.

## ابزار

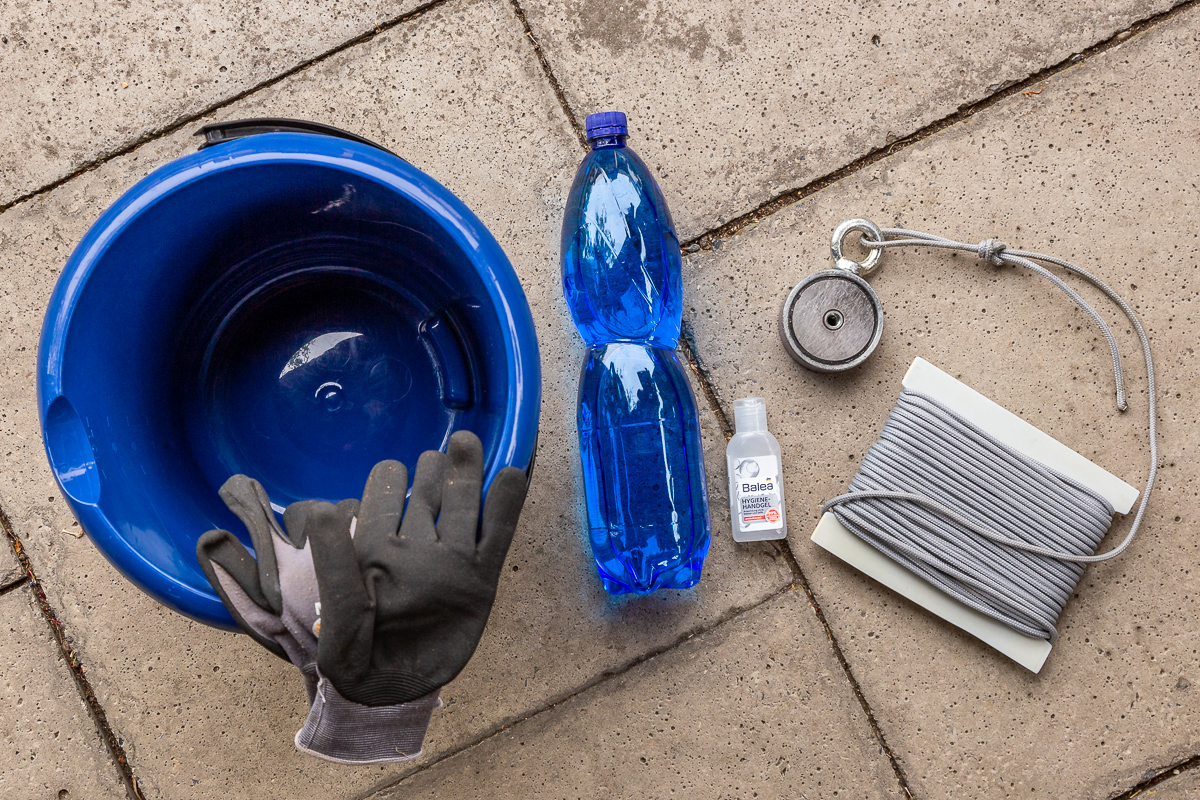
تجهیزات ماهیگیری آهنربایی معمولی، از جمله دستکش‌های محافظ، یک سطل برای نگهداری صید، ژل ضدعفونی‌کننده دست و یک آهنربای نئودیمیم متصل به طناب.

ماهیگیری آهنربایی معمولاً با دستکش انجام می‌شود، یک آهنربای نئودیمیم قوی که به طنابی بادوام به طول ۱۵ و ۳۰ متر (۵۰–۱۰۰ فوت) متصل می‌شود، و گاهی یک قلاب به عنوان مکمل آهنربا.

## ماهیگیری آهنربایی و قانون
بسته به حوزه قضایی، هر چیز با ارزش ممکن است متعلق به دولت محلی باشد، نه یابنده.

### آلمان
در هامبورگ ماهیگیری آهنربایی بدون مجوز جریمه دارد.

### ایالات متحده آمریکا
در ایالات متحده هیچ قانون فدرالی برای محدود کردن ماهیگیری فلزی وجود ندارد. ماهیگیری آهنربایی بدون مجوز در آبهای ایالتی در کارولینای جنوبی تحت قانون آثار باستانی زیر اب ممنوع است. در ایندیانا، ماهیگیری آهنربایی در آبهای عمومی در املاک وزارت منابع طبیعی با مجوز مجاز است. آهنربا باید با دست قابل حمل باشد.

### بلژیک
ماهیگیران آماتور در بلژیک با بازیابی شواهد جدید، به ویژه سلاح گرم و مهمات، مربوط به جنایات قاتلان برابانت، به پلیس کمک کردند.
به‌طور کلی پلیس از کسانی که اسلحه یا موارد مشابه پیدا می‌کنند می‌خواهد با آنها تماس بگیرند.

### فرانسه
قوانین ماهیگیری مغناطیسی همانند قوانین حاکم بر تشخیص اشیاء دفن‌شده است:
«هیچ‌کس نمی‌تواند از تجهیزاتی که قادر به تشخیص اشیاء فلزی به منظور جستجوی بناهای تاریخی و اشیایی که احتمالاً متعلق به ماقبل تاریخ، تاریخ، هنر یا باستان‌شناسی هستند، بدون دریافت مجوز اداری صادر شده مطابق با مدارک متقاضی و ماهیت و نحوه جستجو، استفاده کند.»

### لهستان
طبق قانون جزایی لهستان، ماهیگیری آهنربایی بدون مجوز معتبر دولتی جرمی است که مجازات آن تا دو سال حبس است.